# Свети Йоан Богослов (Панагия)
„Свети Йоан Богослов“ (на гръцки: Ιερός Ναός Αγίου Ιωάννη του Θεολόγου) е възрожденска православна църква в село Панагия, в северозападната част на остров Тасос, Гърция, част от Филипийската, Неаполска и Тасоска епархия на Вселенската патриаршия.
Църквата е разположена източно от селото, на пътя Панагия – Хриси Амудия. На южната стена, вляво от входа има надпис с година 1857. Храмът е наричан и Красас (Κρασάς), тоест Винен, тъй като празникът му, 26 септември, съвпада с периода на виното.
Представлява еднокорабна църква с дървен покрив и трем. Тремът има девет дървени стълбове с каменни основи и е покрит с дървен покрив на три води. Храмът има външни размери 8,50 на 6,16 m., площта му е 52,05 m2, а дебелината на стените е 0,75 m. Западният вход има повдигнат с една стъпка по отношение на трема и наоса праг. В градежа са използвани раннохристиянски архитектурни елементи.
Вътрешността на църквата е покрита с плочи и няма таван. Осветена е от два малки прозореца на северната и южната стена с хоризонтални и вертикални релси. Иконостасът е дървен, с високи табла. Царските икони са на Свети Йоан Богослов, Света Богородица, Исус Христос, Свети Йоан Кръстител от XVIII век, Св. св. Константин и Елена. Над тях има шестнадесет места за малки икони. Царските двери са втора употреба, с резбовани розети, дървета, птици. Апсидата на светилището е външно полушестоъгълна и вдясно и вляво от нея са полукръглите ниши на протезиса и диаконикона. На северната стена има още една ниша. Олтарът е мраморен и свободен. Покривът на храма е двускатен от каменни плочи.
В храма се пазят миней, издаден във Венеция в 1795 година, и подвързано с кожа евангелие. Има ценни железни и дървени свещници, ламаринен полилей, сребърни маслени лампи и дървена изписана ракла. В северозападния ъгъл има късноримски надгробен камък с изображение на млада жена с дълъг хитон, която държи с лявата си ръка гълъб. В долната част има надпис ΜΑΝΤΑΡΟΥ / ΟΛΥΜΠΙΑΔΙ / ΠΡΟΣΦΙΛΙ / ΧΑΙΡΕ.
Съдейки по мраморния олтар, иконата от XVIII век и царските двери, може би в 1857 година е направен ремонт на средновековен храм, който е обновяван и в XVIII век.